# 작은미로거미
작은미로거미(학명: Allagelena gracilens)는 유럽과 중앙아시아에서 찾아볼 수 있는 가게거미과 타래풀거미속에 딸린 소형 거미이다.